# St. Clair Shores, Michigan
St. Clair Shores, Michigan là một thành phố thuộc quận quận trong tiểu bang Michigan, Hoa Kỳ. Theo điều tra dân số Hoa Kỳ năm 2010, thành phố có dân số 59.715 người.
Nó là một phần của khu vực vùng đô thị Detroit, và có vị trí khoảng 13 dặm (21 km) về phía đông bắc của trung tâm thành phố Detroit. 
Theo Cục Thống Kê Dân số Hoa Kỳ, thành phố có tổng diện tích 14,2 dặm vuông (37 km²), trong đó, 11,5 dặm vuông (30 km²) của nó là đất và 2,7 dặm vuông (7,0 km²) của nó (19,09%) là nước. Một đặc điểm đáng chú ý của St Clair Shores là 14 dặm (23 km) kênh.
Khu vực là nơi sinh sống của người định cư Pháp sớm nhất là 1710, thời gian đó, nó được gọi là L'Anse Creuse. (L'Anse Creuse cũng là tên của một điểm dừng trên đường sắt giưa các đô thị nay không còn tồn tại của Jefferson Ave gần Nine Mile Road, và tên cuộc sống ngày hôm nay tại L'Anse Creuse Trường Công ở trung tâm Macomb County, MI và L 'Anse Creuse High School Harrison Twp.)